# Psicologia ambientale
La psicologia ambientale è una disciplina che studia il benessere e il comportamento umano alla luce delle transazioni che avvengono tra l'individuo e l'ambiente socio-fisico .
In questa prospettiva, l'ambiente non viene considerato solo come spazio fisico, ma soprattutto nella sua dimensione sociale e politica. Quale approccio contestuale, oltre a esaminare le transizioni di cui sopra, tale disciplina indaga le reazioni psicologiche agli ambienti fisici (naturali o artificiali). Più precisamente, essa analizza le caratteristiche generali degli ambiti sociali in cui si svolge la vita quotidiana; aspetti talora non considerati in ricerche sperimentali su situazioni e stimoli particolari, suscettibili di essere manipolati in laboratorio.

## La valutazione delle qualità ambientali
Sin dalla sua nascita, la psicologia ambientale ha mostrato un notevole interesse per lo studio della valutazione della qualità ambientale; nello specifico, per il modo in cui le caratteristiche percepite dell'ambiente intrattengono relazioni con la soddisfazione e il benessere dei fruitori (in termini di qualità percepita).

### Storia
Nella variegata corrente di studi sulla valutazione ambientale, alcuni autori hanno rivolto l'attenzione alla dimensione cognitiva della valutazione, che predice i comportamenti ambientali.
Rachel e Stephen Kaplan hanno posto l'accento sulle seguenti caratteristiche ambientali quali predittori di preferenza:
- la coerenza, in quanto responsabile della facilità con cui una struttura ambientale può essere organizzata e quindi compresa;
- la complessità, intesa come proprietà dell'assetto ambientale di mantenere attiva la persona allo scopo di esplorare e comprendere l'ambiente stesso;
- la leggibilità, o chiarezza della disposizione fisica, che rende l'ambiente facilmente ed efficacemente esplorabile;
- il mistero, come proprietà di richiamo a scoprire l'ambiente e a interagire il più possibile con esso.

Un esteso filone di ricerca si occupa della componente cognitiva [cfr. psicologia cognitiva] della valutazione ambientale, ricollegandosi alla teoria degli schemi mentali; in tali strutture cognitive, contenuti e processi dell'esperienza mediano la percezione e l'elaborazione delle informazioni.
Entro il versante di studi sulla valutazione ambientale, negli anni ha assunto una notevole centralità pure la componente affettiva, integrata sempre meglio in un processo valutativo basato su meccanismi cognitivo-affettivi [cfr. teoria sociale cognitiva].
L'importanza dei luoghi come veicoli di emozioni, e lo studio delle connotazioni affettive (regolanti l'interazione con essi), hanno ricevuto una naturale attenzione fin dagli esordi della psicologia ambientale. Tra i primi studi sulla dimensione affettiva, meritano una menzione quelli di Mehrabian e Russell, i quali, elaborando le valutazioni di vari ambienti espresse da un gruppo di soggetti tramite liste di aggettivi, hanno evidenziato un'organizzazione circomplessa ('a struttura circolare': Guttman) delle emozioni: risulta articolata in uno spazio ortogonale delimitato da due dimensioni bipolari (piacevole/spiacevole [pleasant/unpleasant] – attivante/soporifero [arousing/sleepy]).
Sulla base dei risultati di studi transculturali in diversi contesti nazionali, pertanto, sono emerse forti evidenze empiriche a sostegno dell'assunzione pan-culturale degli indicatori verbali relativi alle qualità affettive dei luoghi.

## Dal setting comportamentale al costrutto di luogo
Con lo svilupparsi della psicologia ambientale, nell'analizzare l'interazione tra il comportamento umano e l'ambiente i ricercatori si sono via via allontanati dal concetto di setting (poiché assai incentrato su fattori sociali di tipo coercitivo), andando verso un costrutto di luogo olistico (legato in misura maggiore alla diversità individuale dei processi emotivi e cognitivi). 
Secondo la proposta di Canter, operazionalizzando l'ambiente in termini di costrutto di luogo viene riconosciuta la centralità degli aspetti psicologici quali regolatori del rapporto tra persona e ambiente socio-fisico – inteso in senso 'molare' (o olistico), e non parcellizzato nelle sue singole componenti.
Per mezzo di questo costrutto, da un lato viene riaffermato il ruolo attivo e intenzionale del comportamento umano nell'ambiente (ruolo costruito attorno alla funzione cognitiva); dall'altro lato, diviene possibile la ricerca di un'integrazione sistematica fra aspetti della cognizione e dell'emozione, con un livello d'analisi individuale e sociale (assunto dal comportamento umano per sua stessa natura, in relazione a variabili contestuali e
ambientali).
Dal punto vista disciplinare, mediante questa unità d'analisi integrata che è il costrutto di luogo, Canter propone un ponte capace di unire psicologia ambientale e psicologia sociale. In particolare, egli sottolinea la necessità di relazione tra la prospettiva di luogo e i più recenti risvolti 'situazionisti' della psicologia sociale. Lo scopo diviene quello di collocare i fenomeni socio-fisici entro una cornice interpretativa (multidimensionale) che tenga conto delle variabili situazionali e contestuali proprie delle interazioni sociali.

## Il luogo secondo Donald & Canter
Per Canter, il 'luogo' indica una unità dell'interazione tra uomo e ambiente. Per lo studio degli ambienti sociali (e delle percezioni che essi suscitano), si tiene conto dell'interazione di tre componenti proprie di qualsiasi assetto ambientale-umano: gli attributi fisici; le attività che le persone svolgono all'interno di esso; le rappresentazioni cognitive derivanti dalla relazione con l'ambiente.
Il costrutto di luogo sottolinea l'importanza degli aspetti intenzionali dell'attività individuale nell'ambiente (aspetti di azione finalizzata), organizzata e mediata da processi affettivo-motivazionali [cfr. cognitivismo sociale]. Gli aspetti intenzionali (misurabili in termini di scopi, aspettative, intenzioni ecc.) diventano allora la linea guida del comportamento umano nell'ambiente.

Non si può allora identificare pienamente il luogo se non se ne conoscono le dinamiche legate a tre fattori:
1. le attività che si pensa avvengano in un certo posto, incluse le ragioni per cui avvengono;
2. le concezioni valutative, ossia le rappresentazioni possedute circa il verificarsi di tali attività nel luogo (in termini di aspettative oppure di giudizi o valori sulle stesse);
3. le proprietà fisiche del luogo, così come esse sono rappresentate in relazione all'attività che caratterizza il comportamento umano all'interno del luogo.

Le valutazioni della persona circa il luogo sono sempre correlate agli obiettivi sociali (legati alla pratica dell'interazione sociale) e fisici (accessibilità spaziale, funzionalità delle strutture e comfort). Entro questa cornice di riferimento, la valutazione diviene quindi espressione del grado in cui i luoghi risultano facilitare il raggiungimento di tali obiettivi d'azione.
Per meglio chiarire l'approccio olistico e contestuale da cui prende le mosse il costrutto di luogo, Canter sottolinea inoltre come le dimensioni proprie della struttura non siano semplici variabili interrelate, ma anzi aspetti del luogo da esplorare nella loro interdipendenza e reciprocità.